# Paul Alexandre Détrie
Pour les articles homonymes, voir Paul Détrie.
Paul Alexandre Détrie, né à Faverney (Haute-Saône) le 16 août 1828 et mort le 5 septembre 1899 à Paris, est un général de division français, grand-croix de la Légion d'honneur.
Officier sorti du rang, il effectue une grande partie de sa carrière militaire en Algérie. Il est notamment connu pour s'être illustré au combat du Cerro Borrego en juin 1862, un des plus importants faits d'armes avec Camerone de l'expédition du Mexique.

## Biographie

### Famille
Il est le fils de François Joseph Détrie (1795-1862), hôtelier à l'Écu de France, et de Marie Perrin (1789-1873).
Il épouse Anne Henriette Aine (1847-1932) en 1866 à Paris avec qui il a cinq enfants dont Paul Détrie, général.

### Premières campagnes en Algérie (1855-1859)
Engagé volontaire en 1847 au 24e Régiment d’Infanterie Légère, il est sous-lieutenant en 1853 et suit son régiment en Algérie et devient lieutenant en 1855.

### Campagne d'Italie (1859)
Il participe à la campagne d'Italie en 1859.

### Expédition du Mexique (1862)
En 1862, il part au Mexique. Il est nommé capitaine au mois de mai de la même année, après le combat de la  Barranca Seca. Le 14 juin, à la tête d'une compagnie de moins de 150 hommes du 99e régiment de ligne, il prend d'assaut les crêtes occupées par une division (2 000 hommes) du général mexicain Jésus Gonzales Ortega solidement cantonnée sur la colline du Cerro del Borrego près de la ville d'Orizaba dans laquelle est retranchée le corps expéditionnaire français sous le commandement du général Charles de Lorencez. Les Mexicains croyant avoir affaire à l'ensemble de l'armée française, paniquent et s'enfuient. Les Français enlèvent un drapeau, trois fanions et trois obusiers à l’ennemi, font 200 prisonniers et 250 morts ou blessés. Les Français ont 7 morts et 28 blessés dans leurs rangs.
Le général Ortega abandonne le siège d'Orizaba et se retire vers Tehuacan. Sa retraite met fin à la campagne de 1862 et aux opérations contre la division du général Charles de Lorencez. 
Détrie est promu chef de bataillon au 49e régiment de ligne en août 1862 en récompense de sa conduite puis nommé chevalier de la Légion d'honneur en décembre 1864.
Cette bataille héroïque et spectaculaire qui redonne le moral aux troupes du corps expéditionnaire français après la défaite de la bataille de Puebla, connait un immense retentissement en France qui vaut à Paul Alexandre Détrie d'être reçu en héros au Palais des Tuileries avec tous les honneurs par l'empereur Napoléon III. Les Mexicains depuis ce jour renoncent ensuite à affronter les Français en bataille rangée.

### Expédition de l'Oued Guir (1870)
Paul Alexandre Détrie est promu lieutenant-colonel au 2e régiment de zouaves en décembre 1868. En avril 1870, il se distingue au cours de l'expédition de l'Oued Guir en Algérie, commandée par le général de Wimpffen, et est promu colonel du 2e zouaves en juin.

### Guerre de 1870
Durant la guerre de 1870, à la tête du 2e zouaves, il est grièvement blessé à Frœschwiller (Alsace) où son régiment perd plus de mille hommes. Fait prisonnier, il reprend son commandement au retour de captivité. Il est promu 
officier de la Légion d'honneur en août 1871.

### Insurrection du Sud-oranais (1881)
Après la guerre, il retourne en Algérie et prend part à plusieurs expéditions. Général de brigade en 1876, il commande les subdivisions de Dellys et d'Oran ; il est promu commandeur de la Légion d'honneur en 1880. Il est à la tête d'une colonne lors de la répression de l'insurrection du sud-oranais en 1881.

### Commandant de la division d'Oran (1884-1893)
Général de division en 1884, il commande la division d'Oran et est fait grand officier de la Légion d'honneur le 8 juillet 1889.
Il reste à ce commandement jusqu'à sa limite d'âge en 1893.

### Dernières années
Élevé à la dignité de grand-croix de la Légion d'honneur le  31 décembre 1896, il devient membre du conseil de l'ordre national de la Légion d'honneur.
Il meurt le 5 septembre 1899.
D'importantes funérailles sont célébrées à Paris à l'église du Val-de-Grâce, l'éloge funèbre est prononcé par le général Davout, duc d'Auerstaedt.

## Hommages
Son nom a été donné au village de Sidi Lahcene près de Sidi-Bel-Abbès en 1906 alors qu’en 1907 une voie du 7e arrondissement de Paris est baptisée sur le Champ de Mars avenue du Général-Détrie et une rue du 20e arrondissement de Paris porte le nom de la victoire du Cerro Borrego. Une rue du village  de Faverney porte également son nom.
Dans le cadre des journées européennes du patrimoine 2012 à l'occasion du 150e anniversaire de la bataille du Cerro del Borego, Faverney, sa commune natale, lui a rendu hommage.

## Décorations
- Grand-croix de la Légion d'honneur (31 décembre 1896)
  - Grand officier le 8 juillet 1889
  - Commandeur le 12 juillet 1880
  - Officier le 8 août 1871
  - Chevalier le 26 décembre 1864